# Ondo (Nigeria)
Ondo ist eine Stadt im nigerianischen Bundesstaat Ondo und liegt im Südwesten von Nigeria. Einer Berechnung von 2012 zufolge hat die Stadt 556.637 Einwohner.
Ondo ist ein Handelszentrum für landwirtschaftliche Produkte wie Yams, Maniok, Kakao, Baumwolle und Tabak. Der traditionelle König von Ondo wird Osemawe genannt; der jetzige König ist Victor Kiladejo, der im September 2006 aus sieben Thronanwärtern zum König gewählt wurde. In Ondo befindet sich ein Stadion mit einem Fassungsvermögen von 10.000 Zuschauern und einem Fußballverein in der zweiten Liga.
Ondo und seine Umgebung bilden zwei der 18 Local Government Areas (LGA) des Bundesstaates Ondo, die zusammen eine Fläche von 1324,34 km² haben. Bei der letzten Volkszählung 1991 hatten die beiden LGA 252.297 Einwohner und damit eine Bevölkerungsdichte von 191 Einwohnern je km². In der Stadt selbst wurden 146.051 Einwohner gezählt.

## Persönlichkeiten
- Franklin Sasere (* 1998), Fußballspieler
- Alaba Akintola (* 2001), Sprinter